# عبد العزيز بن عبد الله
عبد العزيز بن عبد الله (18 ربيع الآخر 1342 هـ / 28 نوفمبر 1923م - 12 ربيع الأول 1433 هـ / 5 فبراير 2012م)، عالم لغوي وموسوعي مغربي، يعد من أعلام المغرب الحديث. هو عضو من أعضاء آكاديمية المملكة المغربية، وعضو المجامع اللغوية العربية والعالمية المتعددة. له كثير من المؤلفات المتنوعة باللغتين العربية والفرنسية. طَبع نشاط حياته على الخصوص «التعريب» وقضايا اللغة العربية إذ كان المدير المسؤول عن مكتب تنسيق التعريب ب الرباط من سنة 1961 إلى حدود 1983.
شغل كأستاذ الحضارة والفن والفلسفة والعلوم الإسلامية بكلية الآداب بجامعة محمد الخامس، وأستاذ بجامعة القرويين ودار الحديث الحسنية. حاصل على جائزة الاستحقاق الكبرى بالمغرب مع الوسام الذهبي للأكاديمية المحدثة المغربية. وعضو منتخب في المعهد البيوغرافي الأمريكي عام 2001. وانتخب من طرف المعهد الدولي البيوغرافي كأول رجل بيوغرافي عالمي لسنوات 1997، 98، 99، 2000، 2001، وله أزيد من مائة مصنف منها أربعون مطبوعة بالإضافة إلى 37 معجما بثلاث لغات حول العلوم والثقافة والتقنيات والحضارة مع عدة معلمات حول القبائل والمدن بالمغرب وعشرة مصنفات حول الفكر الإسلامي باللغة الفرنسية.

## مسيرة حياته
ولد عبد العزيز بنعبد الله في 18 ربيع الآخر 1342 هجرية الموافق 28 نوفمبر عام 1923 ميلادية. فارق الحياة يوم الأحد 12 ربيع الأول من سنة 1433 الموافق 5 فبراير سنة 2012.
أحرز الباكالوريا عام 1363 هـ (1943م) وشهادتي الليسانس في الآداب والحقوق عام 1366 هـ (1946 ميلادية) من جامعة الجزائر ودرس العلوم الإسلامية على ثلة من كبار العلماء بالمغرب. شارك في الصحافة الوطنية إبان الحماية (العلم والاستقلال) ضمن الحركة الوطنية المغربية وأشرف على إدارة معهد عبد الكريم لحلو بالدار البيضاء.
تولى الإدارة العامة للمحافظة العقارية ومصالح الهندسة عام 1377 هـ (1957م) ثم إدارة التعليم العالي والبحث العلمي من 1378 هجرية (1958 ميلادية) إلى 1381 هجرية (1961 ميلادية) ثم إدارة المكتب الدائم للتعريب التابع لجامعة الدول العربية منذ 1382 هجرية (1962 ميلادية) طوال ربع قرن.

## مؤلفات مطبوعة باللغة العربية

### أ- علوم – حضارة
- الموسوعة المغربية للاعلام الحضارية والبشرية - أربعة أجزاء، مطبعة فضالة: 1395 هجرية – 1975 ميلادية/ 1396 هجرية – 1976 ميلادية.
- معلمة المدن والقبائل مطبعة فضالة: 1397 هجرية / 1977 ميلادية.
- معلمة الصحراء مطبعة فضالة: 1396 ه/ 1976 ميلادية.
- تاريخ المغرب، في مجلدين مطبعة الجامعة: 16 شارع دانطون – الدار البيضاء:1960 .
- تطور الفكر واللغة في المغرب الحديث سلسلة محاضرات في معهد البحوث والدراسات العربية بالقاهرة- الطبعة الأولى القاهرة: 1979, مطبعة الرسالة - الطبعة الثانية – دار لسان العرب- بيروت 1304 ه/ 1983 ميلادية.
- معلمة الفقه المالكي -350 ص طبعة دار الغرب الإسلامي – بيروت 1403 ه/1983 م.
- معلمة المفسرين والمحدثين -طبعة جامعة الإمام بالرياض.
- الفلسفة والأخلاق عند ابن الخطيب جائزة معهد الحسن الثاني – الطبعة الأولى- تطوان 1950 – الطبعة الثانية – دار الغرب الإسلامي 1403 /1983.
- مظاهر الحضارة المغربية – الطبعة الأولى 1960 ثم الطبعة الثانية تحت اسم معطيات الحضارة المغربية-في مجلدين- دار الكتب العربية – الرباط: 1963.تم الطبعتين الثالثة والرابعة بالرباط عام 2001 - دار المعارف بالرباط.
- الطب والأطباء بالمغرب، 108 ص – مطبعة الرسالة- الرباط - 1960 م.
- تاريخ الحضارة المغربية طبعة مختصرة لكتاب مظاهر الحضارة المغربية لتلاميذ الأقسام الثانوية – مجلدات – -260 ص – دار السلمى 1962 م.
- مستقبل اللغة العربية سلسلة محاضرات في معهد البحوث والدراسات بالقاهرة – مطبعة الرسالة – القاهرة: 1961 .
- خمس روايات تاريخية حول معارك زلاقة والأرك بالأندلس ووادي المخازن وتحرير طنجة وحرب الريف. طبعة دار النجاح – بيروت 1973 م.
- جغرافية المغرب الطبعة الأولى – مطبعة المامونية بالرباط 1950 م.الطبعة الثانية – لاسكى اخوان – الدار البيضاء 1376 ه/1956 م. الطبعة الثالثة – دار كريماديس – تطوان 1380 هجرية / 1961م.
- نحو تفصيح العامية في الوطن العربي.
- معلمات مغربية عن كل مدينة - نحو الثلاثين معلمة حول معظم مدن المغرب وقبائله ورجالاته ومآثره.
- مجلة اللسان العربي مؤسسها ومديرها ورئيس تحريرها طوال ربع قرن، وقد صدر منها لحد الآن 20 مجلدا خلال هذا العهد ومجلة القدس بالفرنسية -32 مجلدا ضخما.
- شقراء الريف.
- مدينة وزان منبع الروح والعرفان -طبعة دار الضمانة وزان عام 2000.
- ابن خلدون وعروبة المغرب.
- الأصول الفصحى في العامية المغربية.
- الألفاظ العامة المشتركة بين العاميتين في المغرب والشام.
- الألفاظ المشتركة في العاميتين المصرية والمغربية.
- المظاهر الحضارية في العالم العربي، مدينة وليلي -مع 3 خرائط.
- الفكر الصوفي الإسلامي وأصوله.
- طبقات الأطباء بالمغرب الأقصى.
- الموسم الثقافي الثاني لمكتب تنسيق التعريب.
- تموسيدا مدينة رومانية.
- القرآن والمعجم الصوفي.
- تعقيب على نقد ’المعجم الحضاري.
- أزيد من 350 مقالا وبحثا في مختلف مجلات ودوريات العالم بثلاث لغات -العربية، الفرنسية، الإنجليزية - منها مقالات جول.
- وحدة اللغات: في علم السيمياء وعلمي الصوتيات والاشتقاق.
- تنظيرات ومقارنات حول فصحى العامية في المغرب والأندلس.
- تطور الفكر العلمي ولغة التقنيات بالمغرب.
- ثورية التعريب.
- الفن المغربي تعبير رائع عن مدارك الأجيال.
- صراع بين العامية والفصحى بالمغرب.
- واحات الفصحى.
- اللغويون أو علماء العربية في المغرب.
- اللغة الأم.
- التراث العربي وعناصره الصالحة لنهضة عربية حديثة.
- العربية في الكتب العبرية.
- إستراتيجية التعريب.
- اللغويون أو علماء العربية في المغرب.
- اللغة العربية وتحديات العصر.
- صورة لشعور الشعب المغربي إزاء فلسطين -قصيدة.
- العربية كلغة للقرآن هي منطلق رسالتنا.
- الإسلام ومشاكل القرن العشرين.
- الرحلات الحجازية صلة وصل بين شقي العروبة.
- بحث في التصوف: الدلائل الحقيقية لأسماء الله الحسنى وانعكاساتها على الحياة المعاصرة.
- الأرقام العربية.
- التقريب بين اللهجات العربية: نماذج من المصطلحات الدارجة بالمغرب الأقصى.
- اللغة العربية قوام الوحدة منذ ثلاثة آلاف سنة بين الشام والخليج والمحيط.
- الألسنية ودعم المعجمية العربية.
- مصطلحات النظم والمذاهب.
- اللغة العربية وآثارها وراء المحيط الأطلنطيكي.
- وحدة المصطلح المالكي في القانون والاقتصاد بين شقي العروبة.
- تداخل اللغات وأبعاده الإنسانية.
- مظاهر الوحدة بين عامية بغداد وعامية المغرب الأقصى.
- حقوق الإنسان ومبادئ الإسلام.
- بين بصرة المشرق وبصرة المغرب.
- مؤتمرات التعريب ودورها في توحيد المصطلح العربي.
- أثر الفقه الإسلامي في مدونات الغرب ’المصطلح العربي من أول أدوات التعبير في القانون الأوربي.‘
- العامية والفصحى في القاهرة والرباط.
- الدلالاتية المقارنة في خدمة تاريخ الحضارة.
- المنظمة العربية للتربية والثقافة والعلوم في مواجهة مشاكل التعليم العالي والبحث العلمي.
- رعاية الطفل وإدماج المرأة في المجتمع -نصوص الفكر الإسلامي من خلال الكتابات القرآنية والأحاديث النبوية الصحيحة.
- الحسنة في المغرب.
- الخرائطية والمدن العتيقة بالمغرب.
- أثر الفقه المالكي في التشريعات الغربية.
- مستقبل لغة الضاد: الصراع بين الأمس واليوم.
- أبعاد المغرب العربي فكرا وحضارة.
- سوس بوابة الصحراء -طبعة سوس 2002
- التوثيق: وسائله ومناهجه -الفهارس والأثبات والكنانيش.

### ب - معاجم
- المعجم الطبي المبسط مع شوارد طبية.
- معجم العظام.
- معجم الدم.
- معجم الأحجار والفلزات والمعادن.
- معجم الحرف والمهن.
- معجم المرأة وملحقه.
- معجم الملابس وملحقه.
- المعجم الصوفي.
- معجم الحيوان والحشرات والحيات والأحناش.
- معجم السماكة والأسماك.
- معجم النبات ومعجم الزهور.
- معجم الفيزياء.
- معجم الكيمياء.
- معجم العلوم الحراجية -التصنيف العشري لأكسفورد.
- معجم الأطعمة.
- معجم الآلات والأدوات والأجهزة ومعجم أسماء العلوم والفنون والمذاهب والنظم.
- المعجم المنزلي.
- معجم الفنون الجميلة والإذاعة والتلفزيون.
- معجم السكر والبنجر - الشمندر.
- معجم الرياضة واللعب - ومعجم الألعاب العربية القديمة.
- معجم الألوان.
- معجم السيارة.
- معجم الفقه والقانون مجلدات من حرف A إلى G
- معجم الإدارة العامة والمرافق المختصة.
- معجم القطارات.
- معجم الطيران.
- معجم السفانة والسفن.
- معجم الفقه المالكي.
- معجم الأصول العربية في اللغتين الفرنسية والإنجليزية.
- معجم المحدثين والمفسرين والقراء بالمغرب الأقصى.
- معجم البناء.
- معجم الرياضيين بالمغرب الأقصى.
- معجم المغرب التاريخي.
- المعجم الحضاري.
- معجم الأصول العربية والأجنبية للعامية المغربية.
- معجم الأعلام العرب: رسل الفكر بين الشرق العربي والمغرب العربي في مختلف العصور.
- معجم الأعلام البشرية والحضارية.
- معجم أعلام النساء بالمغرب الأقصى.
- معجم المعاني.
- المعاجم الحديثة العامة والمختصة.
- معجم مصطلحات التصوف.
- معجم التربية والوسائل السمعية البصرية.
- معجم المتواردات - 200 ص – أربع مجلدات 200 مدخل باللغتين العربية والفرنسية يشمل جميع المجالات والتفريعات المعرفية، أول معجم من نوعه في اللغة العربية - نشرت منه نماذج في مجلة اللسان العربي -اعداد 17-18-20
- المعجم الملاحي البحري.
- المعجم العسكري.
- أبحاث ودراسات حضارية -بالعربية.
- فاس منبع الفكر في القارة الإفريقية -طبعة جمعية فاس السايس المطبعة الملكية بالرباط عام 2001.
- مراكش عاصمة العدوتين -مجلدان بالعربية.
- الرحلات من الغرب وإليه -حجازية غير حجازية، رحلات الغربيين إلى المغرب بالعربية -مطبعة دار المعارف بالرباط عام 2001.
- التصوف المغربي ومظاهره خلال ألف عام -بالعربية- دار المعارف بالرباط 2001.
- الصلات التاريخية بين الخليج والمحيط -بالعربية.
- سلا أولى حاضرتي أبي رقراق -مطبعة مكتبة الصبيحي بسلا – عام 1997
- معجم الإنسان الأصيل.
- المغرب: مميزاته وخواصه الجغرافية.
- مظاهر وحدة المغرب العربي منذ ألف عام أو رجالات ومعطيات مغاربية مشتركة -بالعربية.
- بين المغرب والأندلس -بالعربية.
- الدار البيضاء عاصمة المغرب الاقتصادية منذ ألف عام – دار نشر المعرفة -عام 2000
- أبحاث ودراسات حضارية -نماذج نشرت في مختلف المجلات والدوريات العالمية.

## مؤلفات - باللغتين العربية والفرنسية
- الأعلام الطبية الحضارية والبشرية - مع معجم تاريخي طبي- 250ص.
- تطور الاقتصاد المغربي خلال ألف عام - نظرة مدققة عن مختلف مظاهر الاقتصاد المالي والصناعي والتجاري - 350 ص.
- البلاط المغربي خلال اثني عشر قرنا -الملوك والأمراء – الوزراء والوزارات – العمالات والقيادات- الحشم والخدم – سلطانيات - 400 ص.
- المسار الحضاري في المغرب - كتاب في عشرة أبواب - 300ص.
- المسار الإسلامي في معاملة اليهود - من خلال حياتهم في المغربالأقصى منذ الفتح الإسلامي - 200ص.
- الجيش والأسطول ودورهما الحضاري بالمغرب - باللغة الفرنسية -مع مسردين - 300ص.
- أقطاب الفكر العلمي بالمغرب - مسرد الأطباء والصيادلة والرياضيين والفلكيين الخ...- مع بحث حول *منهجية علماء المغرب في دراستهم العلمية طوال ألف عام - 250 ص.
- معلمة الغرب – طبعة مؤسسة سيدي مشيش العلمي -عام 2000.
- الجيش والأسطول عبر العصور -باللغة العربية دراسة مسهبة مع مسردين الفبائيين حول النظام الفكري والملاحي بالمغرب منذ عهد المرابطين -400ص.
- اعرف بلدك ثلاثة مجلدات -تتضمن نماذج من المظاهر الحضارية المتميزة عن المغرب ودوره في العالم الإسلامي -1500ص.
- الشعر والشعراء بالمغرب ثلاثة مجلدات تضم مسردا للشعراء المغاربة مرتبا حسب الحروف الألفبائية خلال ألف عام، مع مجلد رابع لنماذج أشعارهم -1800ص.
- المسجد والهندسة المعمارية الإسلامية دراسة معززة بلائحة عن المساجد والجوامع المغربية ودورها الثقافي والديني منذ الفتح الإسلامي -250ص.
- حاضرة الرباط ودورها الحضاري خلال ثمانية قرون-250ص- دار المعارف بالرباط عام 2002.
- حواضر المغرب عبر التاريخ دراسات أصيلة دقيقة مدعمة بالمستندات عن مختلف المجالات الحضارية -300ص.
- الفن المغربي عبر العصور من العهد الروماني إلى العصر الحاضر- نشر بالعربية في مجلة -اللسان العربي -200ص- ثم باللغتين بسوس عام 2002.
- السفارات والسفراء -150 ص – دراسة عن السلكين الدبلوماسي والقنصلي المغربي في الخارج والأجنبي في المغرب، مع معلومات ومعطيات دقيقة في مجال السياسة الخارجية المغربية خلال ألف عام- مطبعة معهد القضاء بالرباط 1983.
- وحدة اللغات بحث يدعم بالحجج اللسانية والتاريخية الفكرة القائلة بأن العربية أصل اللغات -300ص.
- سبتة ومليلية معقلان مغربيان أماميان على البحر المتوسط -مطبعة النجاح-الدار البيضاء.
- العلوم الكونية والتجريبية بالمغرب -كيف تطورت خلال ألف عام دار نشر المعرفة -عام 2002.

## مؤلفات مطبوعة باللغة الفرنسية
من مؤلفاته المطبوعة باللغة الفرنسية:
- أضواء على الإسلام أو الإسلام في ينابيعه -الإسلام من خلال القرآن والحديث) (طبعة ثانية تحت إشراف وزارة الأوقاف والشؤون الإسلامية – المغرب الأقصى- 1975- ثلاث طبعات أخرى بالمملكة العربية السعودية والمغرب.
- الفكر الإسلامي والعالم المعاصر.
- طبعة سونير - sonir -بالدار البيضاء 1980.
- المملكة العربية السعودية -اتحاد إدارات الإفتاء بالرياض).
- الحقيقة حول الصحراء.
- طبعة هورفات -horvath - بفرنسا 1977.
- الفن المغربي.
- طبعة جامعة محمد الخامس 1958.
- التيارات الكبرى للحضارة المغربية.
- مطبعة ميدي - Midi- بالدار البيضاء 1957.
- القدس بين 1850 و 2000 -مشاركة في منارات بالأردن.
- الإشراف على تحرير دوريته باللغة الفرنسية حول الفكر الإسلامي وتحديات العصر.
- التصوف الإفريقي المغربي في القرنين التاسع عشر والعشرين.
- الإسلام مفاهيم ومبادئ.
- عقلانية المقدسات Rationnel du sacré -مطبعة الرباط 2001.
- التجانية: طريقة روحية اجتماعية -دار النجاح2000.
- الإسلام والطائفة اليهودية بالمغرب -طبعة الجالية اليهودية – 2003.

شارك في ثلاثة وعشرين مؤتمرا وحاضر في عشرين جامعة بعضها من أمريكا وروسيا

## عضوية
- عضو لجنة الإشراف على الموسوعة العربية الكبرى بدمشق -برئاسة نائب رئيس الجمهورية.
- أمين مجلة القدس.
- عضو عامل في معظم المجلات والدوريات في الوطن لعربي وبعض المجلات الأجنبية بأوروبا وأمريكا والصين - منها مجلة باليونسكو.
- مع عضويته في عدة موسوعات ودوائر معارف ودوريات عربية وأجنبية وجمعيات علمية منها.
- عضو في الموسوعة العربية - لبنان.
- عضو في الموسوعة العربية - القاهرة.

## عضوية الجمعيات العالمية والمجامع اللغوية
- عضو الأكاديمية الملكية المغربية - الرباط.
- عضو في المجامع العربية: (بغداد، دمشق، عمان، القاهرة).
- عضو المجمع العلمي العربي الهندي.
- عضو مؤسس لجمعية الإسلام والغرب الدولية - جنيف.
- عضو منظمة حقوق الإنسان العالمية - واشنطن.
- عضو المجلس التنفيذي لإتحاد المترجمين الدولي - وارسو.
- نائب رئيس البنك العالمي للكلمات - التابع لليونسكو.
- ممثل شخصي للمدير العام لمنظمة المؤتمر الإسلامي عام 1400 ه.
- مستشار منظمة المؤتمر الإسلامي - جدة.

## جوائز و تتويجات
- الميدالية الذهبية لاتحاد المؤرخين العرب
- الميدالية الذهبية للاستحقاق (الاتحاد العربي الرياضي)
- جائزة الاستحقاق الكبرى المغربية
- عضو منتخب بالمركز البيوغرافي الدولي في 2001.
- رجل السنة ل 1997، 1998، 1999، 2000 و 2001 من طرف المركز الدولي البيوغرافي لكامبريدج.
- الجمعية الثقافية الموحدة: (The United Cultural Convention - UCC) التي تم تأسيسها عام 2000، وهي جزء من المركز البيوغرافي الدولي.

في العام 1998 عرض معهد المعهد البيوغرافي الأمريكي على البروفسور بنعبد الله منصب عضو مشارك، وفي العام 1999 عضوا مميزا في معهد World Institute of Achievement الذي أنشأه المعهد الأمريكي - UCC.
ورشحته الجمعية المتحدة للثقافة التي أنشئت من قبل المعهد البيوغرافي الأمريكي لجائزة السلام العالمية.
كما عرض عليه مسؤولو الجمعية تبوأ منصب الكاتب العام للجمعية المتحدة للثقافة التي تتعامل مع منظمة اليونسكو، ومركز المعلومات التابع للأمم المتحدة، ومجلس الشؤون الإفريقية إضافة إلى عدد من المنظمات العالمية والإقليمية.
وفي هذا الصدد حصل البروفسور عبد العزيز بنعبد الله على عدد كبير من الجوائز.
استقطب اعترافا عالميا واسعا من قبل المركز البيوغرافي العالمي الذي تم تأسيسه منذ أكثر من أربعين عاما، ويجعل من مدينة كامبردج في المملكة المتحدة مقرا له. ويعتبر بحق هذا المركز رائدا عالميا في مجال نشر البيوغرافية.
ويعقد المعهد الأمريكي والمركز البيوغرافي الدولي مؤتمرا سنويا يعرف بالمؤتمر العالمي للعلوم والثقافة والفن. ويعرض المؤتمر على الفنانين والعلماء والمهنيين منتديات للتعريف بأعمالهم وعطاءاتهم.

### من قبل المركز البيوغرافي العالمي
| الجائزة                                             | السنة       |
| --------------------------------------------------- | ----------- |
| جائزة القرن العشرين للإنجازات                       | أغسطس 1998  |
| جائزة النجم الذهبي                                  | شتنبر 1998  |
| جائزة ألف شخصية مبدعة في العالم                     | يناير 1999  |
| جائزة القرن الواحد والعشرين للإنجازات               | أغسطس 2001  |
| جائزة خاصة بألفي عالم مبدع في القرن الواحد والعشرين | يناير 2002  |
| المربي العالمي للسنة                                | مايو 2003   |
| نظام الزمالة العالمي                                | أبريل 2004  |
| أهم مئة مرب للعام 2005                              | أكتوبر 2004 |
| جائزة أفلاطون                                       | يناير 2006  |
| كبار مربيي العالم للعام 2006                        | يونيو 2006  |
| أهم مئة مرب لعام 2007                               | شتنبر 2007  |
| جائزة أوائل مربيي العالم للعام 2008                 | أبريل 2008  |
| جائزة أفلاطون العالمية للإنجازات في مجال التربية    | نونبر 2008  |

### أهم جوائز المعهد البيوغرافي الأمريكي
| الجائزة                                 | السنة       |
| --------------------------------------- | ----------- |
| جائزة البلاتين للعطاء المميز            | يوليوز 1998 |
| جائزة شرفية لألف سنة                    | يونيو 1999  |
| جائزة ألف زعيم عالمي ذي تأثير           | أغسطس 1999  |
| جائزة 500 زعيم ذي تأثير                 | يناير 2001  |
| جائزة رجل السنة 2001                    | يونيو 2001  |
| جائزة سفراء ذائعي الصيت                 | أبريل 2002  |
| جائزة كبار مفكري القرن الواحد و العشرين | أبريل 2003  |

## وصلات خارجية
- موقعه على شبكة الأنترنت